# Charles Venneman
Charles Venneman (Gent, 7 januari 1802 - Sint-Joost-ten-Node, 22 augustus 1875) was een Belgische kunstschilder, gespecialiseerd in anekdotische scènes, Vlaamse kermissen en landschappen met dieren.

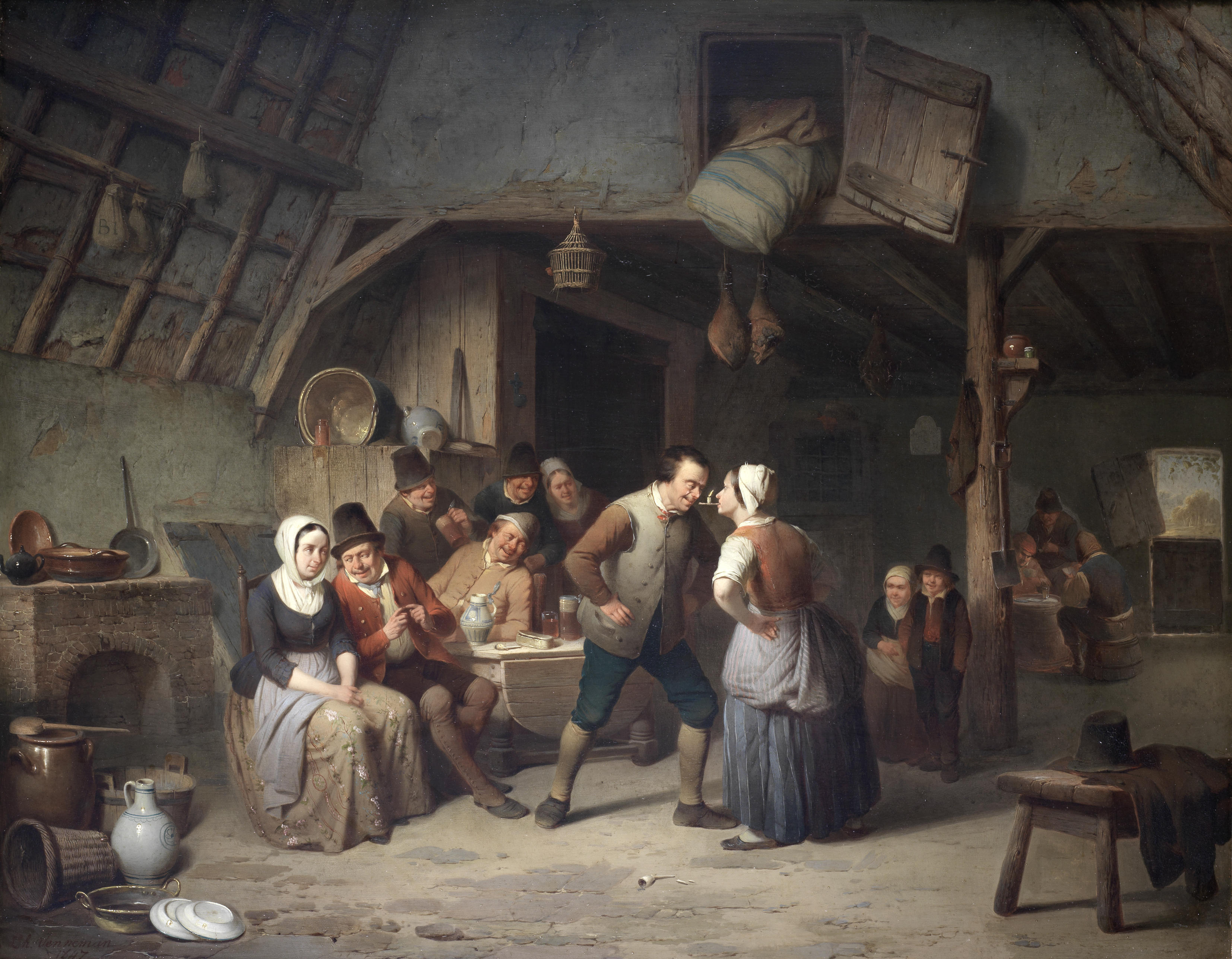
Het doorgeven van de kandelaar (1847)

Hij kreeg zijn opleiding bij Joseph de Cauwer en Ferdinand De Braekeleer de Oudere. Hij neemt reeds op jeugdige leeftijd deel aan het Salon van Gent in 1820. Daarna werkte hij van 1821 tot 1836 als decoratieschilder en meubelschilder. Vanaf 1836 legde hij zich volledig toe op de schilderkunst. Hij verhuisde in 1837 naar Antwerpen om samen te werken met Ferdinand De Braekeleer de Oudere. Hij werd beïnvloed door de portrettering van boeren en dorpelingen die feesten en dansen in de werken van David Teniers en Adriaen van Ostade. Hierdoor geven zijn schilderijen een gemoedelijke indruk en doen erg zeventiende-eeuws aan, een nostalgie naar vroegere tijden. Zijn kleurrijke composities hebben telkens een sterk, gedetailleerd verhaal.

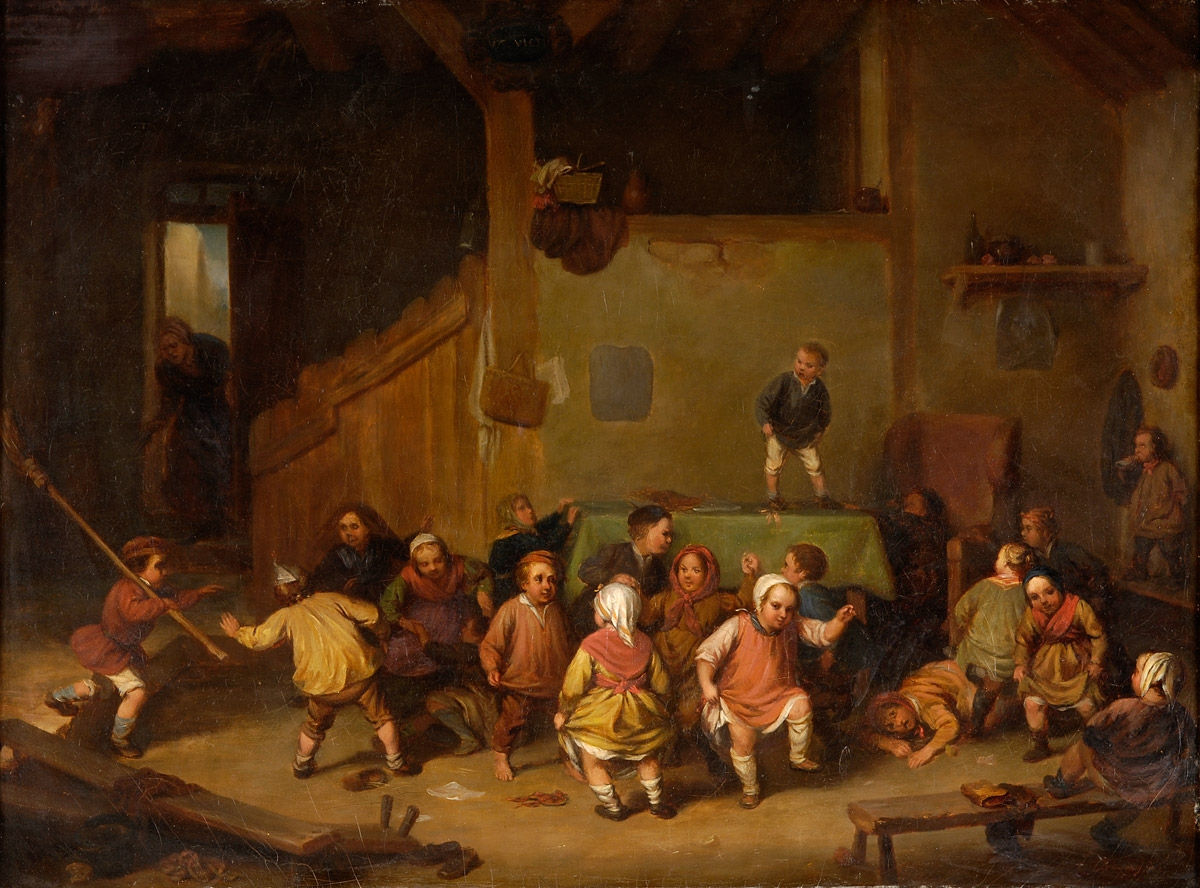
Dorpsschool (1875)

Hij nam met succes deel aan de Salons van Brussel, Gent en Antwerpen. Zijn schilderijen lagen goed in de markt en hadden zoveel succes dat ze door tijdgenoten ‘Vennemannekens' werden genoemd.
Veel van zijn nuanceringen en kleuren in zijn schilderijen zijn verloren gegaan omdat hij werkte, zoals veel negentiende-eeuwse schilders,  met slecht houdbare verf op basis van pek. Hierdoor hebben aangeboden werken op veilingen tegenwoordig een donkere patina.
Zijn dochter Rosa Venneman (Antwerpen, 1842 – na 1909) was eveneens kunstzinnig en werd een realistisch kunstschilderes.

## Musea
- Koninklijk Museum voor Schone Kunsten van Antwerpen.